# Emil Weyr
Emil Weyr, křtěný Emilius (1. července 1848 Praha – 25. ledna 1894 Vídeň), byl český matematik, syn matematika Františka Weyra, otec právníka Františka Weyra a starší bratr matematika Eduarda Weyra. Jeho sestra Anna Weyrová byla manželkou fyzika Augusta Seydlera.

## Život
Emil Weyr po absolvování německé reálky v Mikulandské ulici v Praze studoval v letech 1865 až 1868 na pražské polytechnice, kde s velkým zájmem navštěvoval přednášky z geometrie u Wilhelma Fiedlera. Weyrův talent, píle a nabyté vědomosti byly odměněny roku 1868, kdy mu bylo nabídnuto místo asistenta při stolici vyšší matematiky u Heinricha Durégeho. Jako asistent působil na polytechnice do roku 1870. Matematiky velmi dobře hodnocené vědecké práce spadající do doby, kdy působil jako asistent, dodaly Weyrovi odvahu, aby si požádal o soukromou docenturu na Univerzitě Karlově. Proto v květnu 1869 na Lipské univerzitě obhajuje doktorát filozofie, aby o rok později mohl být jmenován soukromým docentem na Karlo-Ferdinandově univerzitě.
Školní rok 1870-71 strávil Weyr na studijním pobytu v Itálii, kde navázal kontakty s předními italskými matematiky. V době jeho nepřítomnosti se mezitím změnila personální situace na Univerzitě Karlově a v důsledku toho byl Emil Weyr pověřen suplováním matematiky na pražské polytechnice. Mimořádným profesorem matematiky byl definitivně jmenován v prosinci roku 1871. Ve studijním roce 1872-73 tak zahájil přednášky jak na ČVUT v Praze tak na Univerzitě Karlově. Jako jeden z prvních členů Jednoty českých matematiků získal Emil Weyr velké zásluhy na rozvoji tohoto spolku, zvláště co se týče jeho spojení se světovým vědeckým děním. 7. července 1872 byl dokonce jmenován jeho předsedou. Za účelem nabytí nových poznatků ze svého oboru a známostí navštívil v letech 1873 a 1874 Itálii a Paříž.
Kvality jeho vědecké práce byly formálně oceněny v září 1875, kdy byl Emil Weyr jmenován řádným profesorem matematiky na Vídeňské univerzitě. V roce 1890 spolu s Gustavem von Escherichem založil časopis Monatshefte für Mathematik und Physik, který vychází pod názvem Monatshefte für Mathematik dodnes. V posledních letech svého života churavěl a zemřel v 45 letech.
Emil Weyr byl mimořádným, po odchodu do Vídně přespolním členem Královské české společnosti nauk (od roku 1870), dopisujícím členem Královské lombardské akademie věd v Miláně, řádným členem Císařské akademie věd ve Vídni, členem pařížské Société mathématique de France, čestným členem francouzské Société des sciences physiques et naturelles de Bordeaux, dopisujícím členem Královské belgické společnosti nauk v Lutychu a členem Jednot matematických v Moskvě a Charkově. Dále byl Emil Weyr mezi prvními 19 jmenovanými řádnými členy České akademie císaře Františka Josefa pro vědy, slovesnost a umění. Mimo tyto členství byl zvolen roku 1875 čestným členem Jednoty českých matematiků, která roku 1877 jako poděkování za jeho práci založila Cenu Františka Weyra za vynikající české práce v oboru geometrie.
Převážná část prací Emila Weyra spadá svým obsahem do geometrie. Společně se svým bratrem Eduardem Weyrem vydal tři díly učebnice Základové vyšší geometrie, přeložil dvě Cremonovy knihy, v 80. letech napsal Beiträge zur Curvenlehre a dvojdílnou knihu Die Elemente der projectivischen Geometrie. Je rovněž autorem spisku Ueber die Geometrie der alten Aegypter.